# 施奠邦
施奠邦（1924年9月5日—2005年12月6日），男，上海崇明人，中华人民共和国中医学家，第七届全国政协委员，第八届全国政协常委。

## 生平
1952年考入北京大学医学院医疗系学习。1957年毕业后分配到中国中医研究院（现名中国中医科学院）附属西苑医院内科消化系研究室工作。1962年加入中国共产党。
1986年6月，中国科学技术协会第三次全国代表大会在北京召开，选举产生第三届全国委员会。6月28日，第三届全国委员会第一次会议召开，推举其担任常务委员。1995年5月，中国科学技术协会第四次代表大会召开，并选举产生第四届全国委员会。5月27日，第四届全国委员会第一次会议召开，其被选为常务委员。2001年6月，中国科学技术协会第六次全国代表大会召开，并选举其出任第六届全国委员会荣誉委员。